# 對Linux的批評

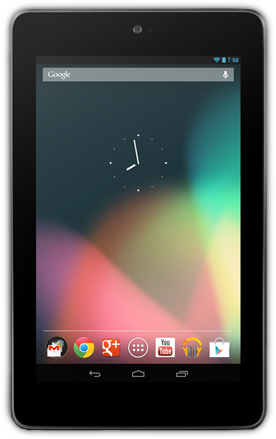
第一代Nexus 7平板電腦執行Android，這是一種使用Linux核心的作業系統。雖然平板電腦中經常使用以Linux為基礎的作業系統，但桌上型電腦則較少採用。

對Linux的批評主要集中於使用Linux内核的作業系統的使用問題上。
雖然以Linux為基礎的Android作業系統在許多國家的智慧型手機市場上佔主導地位，而且纽约证券交易所與大多數的超级计算机也使用Linux，也在少數的桌面與筆記型電腦中使用。對Linux的大多數批評與鮮少桌上型與筆記型電腦採用有關，雖然截至2015年，也有些人對該專案的安全觀點感到不安，其採用systemd也引起了一些爭議。

## Linux核心

### 核心開發政治
部份安全專家表示，隨著使用Linux的作業系統層虛擬化愈來愈普遍，針對Linux核心的攻擊也日益增加，但林纳斯·托瓦兹不願意在官方版本中加入對核心層級攻擊的緩解措施。2017年釋出的Linux 4.12預設啟用了核心位址空間組態隨機載入（KASLR），但其有效性有爭議。
康恩·科里瓦斯，一位前内核開發者，他嘗試最佳化核心調度程式供互動桌面使用。但因他的開發成果未獲核心開發者接納，他最終放棄了對他編寫的修補程式的支援。在2007年的採訪《Why I quit: kernel developer Con Kolivas》中，他說道：
如果說Linux核心開發有什麼大問題的話，那就是開發流程與普通使用者完全脫節。你也知道，他們佔Linux使用者群體的99.9%。Linux核心郵遞論壇是與核心開發者的溝通方式。講好聽一點，Linux核心郵遞論壇是一個非常可怕的交流論壇。大部分人會害怕郵遞論壇，以免因為經驗不足、不恰當的臭蟲報告、愚蠢或其他原因而遭受批評。……我認為廣大的核心開發者根本不知道使用者空間中的問題有多大。

### 核心效能
在LinuxCon 2009上，Linux的建立者林纳斯·托瓦兹表示Linux核心變得「癰腫且巨大」：
博頓利引用了一項追蹤核心版本的Intel內部研究，稱每個版本的Linux效能都會下降約2%，在過去十個版本中累計下降月12%。「這有問題嗎？」他問。
我們變得癰腫龐大。是的，這是問題……呃，我想說我們會有計畫……這可能會有點悲傷，我的意思是，現在的樣子絕對不是我15年前的設想的精簡、小型、超高效率的核心……核心龐大且癰腫，我們的icache佔用空間令人恐懼。毫無疑問地，每當我們新增功能時，情況只會變得更糟。
在LinuxCon 2014上，托瓦茲表示他認為癰腫的狀況變好了，因為現代電腦的速度更快：
托瓦茲表示他希望縮減Linux的佔用空間，「過去20年我們一直不斷在膨脹核心，但硬體卻增長得更快。」

### 核心程式碼品質
2011年11月，林納斯·托瓦茲在接受德國報紙《Zeit Online》採訪時表示，Linux已經變得「太複雜」，他擔心開發者將會對該軟體毫無頭緒。他抱怨說，甚至連子系統也變得非常複雜，他告訴該報紙，他「害怕有一天」會出現「無法再評估」的錯誤。
Linux核心的其中一個首席開發者安德魯·莫頓表示，Linux中仍有許多尚未修復的程式錯誤：
問：您是否認為核心的程式碼品質正在變差？大多數開發者似乎對整體品質問題相當樂觀。假設這個說法有意見分歧，您認為來自何處？我們該如何解決呢？
答：我曾經認為（程式碼品質）正在變差，而且我認為情況可能仍是如此。我看到了很多我們尚未修復的軟體回歸。
OpenBSD的創始人西奧·德若特將OpenBSD的開發流程與Linux進行比較：
Linux從來就不關心品質，系統的很多地方只是廉價的小技巧，而且剛好可以執行。
至於建立Linux並監督開發的林納斯·托瓦茲，德若特表示
我根本不知道（林納斯的）重點擺在哪裡，但反正不是品質。

## 桌面使用
批評者對桌上型電腦上的Linux經常認為，該平台上缺乏最暢銷的电子游戏阻礙了人們使用它。舉例來說，截至2015年，Steam在Linux上提供了1,500款遊戲，而Mac上有2,323款，Windows上則有6,500款遊戲。
截至2021年10月，Proton（一項由Valve支援的Wine開發成果）提供了與大量僅限Windows遊戲的相容性。ProtonDB是一個社群維護的專案，專門蒐集不同版本的Proton與指定遊戲的搭配使用狀況。
作為桌面作業系統，Linux在很多方面都遭受批評，包含：
- 散佈版與桌面环境的選擇數量令人困惑。
- 某些硬體的開放原始碼支援很差，特別是3D圖形處理器晶片的驅動程式，製造商不願意提供完整的規格。[20]因此，許多顯示卡同時有開放原始碼與封閉原始碼的驅動程式，通常有不同等級的支援程度。
- 廣泛使用的商業應用程式（例如Adobe Photoshop與Microsoft Word）的可用性有限。[21]這是軟體開發者不支援Linux的結果，而不是Linux本身的錯誤。有時候可以透過Wine[22]、虛擬機器或多重引导執行這些程式的Windows版本來解決這個問題。即便如此，這還是造成了先有鸡还是先有蛋的局面：開發者為Windows開發程式是因為Windows的市場佔有率，而消費者使用Windows則是因為程式的可用性。

### 散佈版碎片化
針對Linux的另一個常見的抱怨是可用的散佈版選擇太多。截至2021年11月，DistroWatch列出了275個散佈版。雖然Linux的倡導者們為這個數字辯護，認為這是選擇自由的其中一個例子，但其他批評者則認為這個數字太大是導致Linux作業系統混亂與缺乏標準化的原因。Alexander Wolfe在《信息周刊》上寫道：
還記得1980年代擔心Unix的「分叉」會如何損害該作業系統的採用機會嗎？跟我們今日遇到的Linux混亂比起來，這根本算不了什麼，Linux上有超過300個散佈版爭奪尋求正在尋找Windows替代品使用者的注意力。

### 硬體支援
進幾十年來（自從Microsoft Windows確立主導地位以來）硬體開發者往往不願意為其產品提供完整的技術文件，從而導致其他人無法編寫驅動程式。這代表了Linux使用者必須謹慎挑選構成系統的硬體，以確保功能與相容性。這些問題大部分已被解決：
幾年前，如果您想在機器上安裝Linux，您必須確保親手挑選每一個硬體，否則您的系統可能無法完全正常運作……現在情況已不再如此。您可以拿起一台電腦（無論是桌上型電腦或筆記型電腦），並讓一個或多個Linux散佈版安裝成功並幾乎完全正常運作。但仍有些例外；比如說，休眠在許多筆記型電腦上仍有問題，雖然這已經進步很多了。
Linux系統曾經必須手動掛載可卸除式媒體（如软盘與CD-ROM）才能存取它們。隨著udev的發展，掛載媒體現在幾乎在所有散佈版中都是自動的。
部份公司（例如EmperorLinux）將修改後的Linux散佈版與特定的硬體搭配來解決筆記型電腦硬體相容性的問題，以確保交付時的相容性。

### 目錄結構
傳統的目錄結構是Linux來自1970年代Unix的遺產，一直被批評不適合桌面终端用户。部份Linux散佈版，如GoboLinux與moonOS提出了替代版的層次結構，儘管其並未被接受。

## 微軟的批評
2004年，微软發起了Get the Facts行銷活動，專門批評Linux伺服器。微軟聲稱Windows的漏洞數量比Linux散佈版少，Windows比Linux更可靠且安全，Linux的總擁有成本更高（由於複雜程度、購置成本與支援成本），使用Linux為企業帶來責任負擔，且「Linux供應商提供的賠償範圍即使有也很少。」此外，該公司還發表了各種研究試圖證實這點，但其真實性受到來自許多作者的質疑，他們聲稱微軟的比較是有缺陷的。許多Linux供應商現在也會向客戶提供賠償。
微軟內部來自万圣节文件的報告提出了相互矛盾的觀點。特別是1998年與1999年的文件承認：
Linux……在關鍵任務應用程式中值得信賴，並且由於其開放原始碼，具有超過許多其他競爭對手的長期可信度
進階Win32圖形化使用者界面的使用者（在Linux下）提昇生產力的學習週期相當短
長遠來看，我的簡單實驗表明Linux在桌面市場的確有機會……
大多數的受訪者認為支援開放原始碼軟體最令人信服的理由是「提供較低的總擁有成本。」

## 對批評的回應
Linux社群對這些與其他批評的反應不一。如上所述，雖然一些批評帶來了新功能與對使用者更加友善，但整個Linux社群以抵制批評聞名。Keir Thomas為《个人电脑世界》撰文指出，「大多數時候，Linux往往是反批評的。如果社群中有人膽敢批評，他們就會被踩在腳下。」在2015年的一次採訪中，林纳斯·托瓦兹提到Linux的桌面环境專案在受到批評時傾向於責怪使用者而非專案本身。